# Nuoto ai campionati mondiali di nuoto 2007 - 100 metri dorso maschili
La gara di nuoto dei 100 metri dorso maschili dei campionati mondiali di nuoto 2007 è stata disputata il 26 e 27 marzo presso la Rod Laver Arena di Melbourne.
Vi hanno preso parte 92 atleti.
La competizione è stata vinta dal nuotatore statunitense Aaron Peirsol, mentre l'argento e il bronzo sono andati rispettivamente all'altro statunitense Ryan Lochte e al britannico Liam Tancock.

## Podio
| Posizione | Atleta        | Nazionalità   |
| --------- | ------------- | ------------- |
| Oro       | Aaron Peirsol | Stati Uniti   |
| Argento   | Ryan Lochte   | Stati Uniti   |
| Bronzo    | Liam Tancock  | Gran Bretagna |

## Programma
| Data          | Ora   | Turno      |
| ------------- | ----- | ---------- |
| 26 marzo 2007 | 11:34 | Batterie   |
| 26 marzo 2007 | 19:20 | Semifinali |
| 27 marzo 2007 | 20:07 | Finale     |

## Record
Prima della manifestazione il record del mondo e il record dei campionati erano i seguenti.
| Record mondiale       | 53"17 | Aaron Peirsol Stati Uniti | 19 agosto 2006 Indianapolis, Stati Uniti |
| Record dei campionati | 53"61 | Aaron Peirsol Stati Uniti | 19 luglio 2005 Barcellona, Spagna        |

Durante l'evento sono stati migliorati i seguenti record:
| Data     | Evento     | Atleta        | Nazione     | Tempo | Record                |
| -------- | ---------- | ------------- | ----------- | ----- | --------------------- |
| 26 marzo | Semifinale | Ryan Lochte   | Stati Uniti | 53"51 | Record dei campionati |
| 27 marzo | Finale     | Aaron Peirsol | Stati Uniti | 52"98 | Record mondiale       |

## Risultati

### Batterie
| Pos. | Batteria | Corsia | Atleta                      | Nazionalità        | 50m   | Tempo   | Note        |
| ---- | -------- | ------ | --------------------------- | ------------------ | ----- | ------- | ----------- |
| 1    | 10       | 5      | Markus Rogan                | Austria            | 26.89 | 54.34   | Q           |
| 2    | 11       | 3      | Liam Tancock                | Gran Bretagna      | 25.65 | 54.54   | Q           |
| 3    | 12       | 7      | Gerhard Zandberg            | Sudafrica          | 26.47 | 54.83   | Q           |
| 4    | 12       | 4      | Aaron Peirsol               | Stati Uniti        | 26.66 | 54.88   | Q           |
| 5    | 12       | 3      | Aristeidis Grigoriadis      | Grecia             | 26.31 | 54.95   | Q           |
| 6    | 10       | 4      | Arkady Vyatchanin           | Russia             | 27.38 | 55.00   | Q           |
| 7    | 11       | 5      | Tomomi Morita               | Giappone           | 26.60 | 55.06   | Q           |
| 8    | 10       | 3      | Matthew Clay                | Gran Bretagna      | 26.72 | 55.07   | Q           |
| 9    | 12       | 5      | Ryan Lochte                 | Stati Uniti        | 27.00 | 55.08   | Q           |
| 10   | 11       | 4      | Helge Meeuw                 | Germania           | 26.55 | 55.11   | Q           |
| 11   | 12       | 6      | Masafumi Yamaguchi          | Giappone           | 26.80 | 55.30   | Q           |
| 12   | 9        | 4      | Vytautas Janušaitis         | Lituania           | 26.65 | 55.36   | Q           |
| 13   | 9        | 6      | Thiago Pereira              | Brasile            | 27.04 | 55.44   | Q           |
| 14   | 12       | 2      | Matt Welsh                  | Australia          | 26.36 | 55.50   | Q           |
| 15   | 10       | 7      | Răzvan Florea               | Romania            | 26.82 | 55.53   | Q           |
| 16   | 10       | 6      | Steffen Driesen             | Germania           | 26.97 | 55.63   | Q           |
| 17   | 11       | 2      | Hayden Stoeckel             | Australia          | 26.57 | 55.64   |             |
| 18   | 11       | 6      | Ouyang Kunpeng              | Cina               | 26.69 | 55.75   |             |
| 19   | 9        | 8      | Guy Barne'a                 | Israele            | 26.83 | 55.88   |             |
| 20   | 10       | 1      | Damiano Lestingi            | Italia             | 27.46 | 56.07   |             |
| 21   | 11       | 1      | Ľuboš Križko                | Slovacchia         | 26.93 | 56.13   |             |
| 22   | 12       | 1      | Evgeny Aleshin              | Russia             | 26.93 | 56.14   |             |
| 23   | 11       | 7      | Simon Dufour                | Francia            | 27.21 | 56.15   |             |
| 24   | 10       | 2      | Andriy Oleynyk              | Ucraina            | 27.37 | 56.18   |             |
| 25   | 9        | 3      | Nicholas Neckles            | Barbados           | 27.22 | 56.20   |             |
| 26   | 11       | 8      | Leonardo Guedes             | Brasile            | 27.19 | 56.42   |             |
| 27   | 10       | 8      | Derya Büyükunçu             | Turchia            | 27.37 | 56.50   |             |
| 28   | 9        | 5      | George du Rand              | Sudafrica          | 27.55 | 56.59   |             |
| 29   | 9        | 7      | Ehud Segal                  | Israele            | 27.66 | 56.73   |             |
| 30   | 12       | 8      | Zhang Bodong                | Cina               | 27.28 | 56.87   |             |
| 31   | 7        | 4      | Pedro Oliveira              | Portogallo         | 27.79 | 56.96   |             |
| 32   | 8        | 5      | Pavel Sankovič              | Bielorussia        | 27.42 | 57.09   |             |
| 33   | 8        | 4      | Flori Lang                  | Svizzera           | 27.24 | 57.10   |             |
| 34   | 9        | 1      | Cameron Gibson              | Nuova Zelanda      | 27.58 | 57.40   |             |
| 35   | 8        | 6      | Mathias Gydesen             | Danimarca          | 27.96 | 57.46   |             |
| 36   | 8        | 7      | Eduardo German Otero        | Argentina          | 27.49 | 57.50   |             |
| 37   | 9        | 2      | Ante Cvitkovic              | Croazia            | 28.09 | 57.57   |             |
| 38   | 7        | 3      | Tomas Fucik                 | Rep. Ceca          | 27.89 | 57.69   |             |
| 39   | 8        | 8      | Seunghyeon Lee              | Corea del Sud      | 27.80 | 58.08   |             |
| 40   | 8        | 2      | Stanislav Osinsky           | Kazakistan         | 27.67 | 58.20   |             |
| 41   | 8        | 1      | Kim Torry Simmenes          | Norvegia           | 27.21 | 58.24   |             |
| 42   | 8        | 3      | Ivan Tolic                  | Croazia            | 27.97 | 58.36   |             |
| 43   | 7        | 2      | Danil Bugakov               | Uzbekistan         | 28.20 | 58.74   |             |
| 44   | 6        | 8      | Taki M'Rabet                | Tunisia            | 28.31 | 58.82   |             |
| 45   | 7        | 6      | David Dunford               | Kenya              | 28.31 | 58.86   |             |
| 46   | 6        | 6      | Miguel Robles               | Messico            | 28.53 | 58.96   |             |
| 47   | 7        | 8      | Geoffrey Robin Cheah        | Hong Kong          | 28.64 | 59.15   |             |
| 48   | 7        | 1      | Ioannis Giannoulis          | Grecia             | 28.71 | 59.22   |             |
| 49   | 4        | 2      | Felix Cristiadi Sutanto     | Indonesia          | 29.13 | 59.39   |             |
| 50   | 6        | 2      | Sergey Pankov               | Uzbekistan         | 29.17 | 59.99   |             |
| 51   | 6        | 4      | Jared Heine                 |                    | 28.70 | 1:00.28 |             |
| 52   | 7        | 5      | Rony Bakale                 | Rep. del Congo     | 29.06 | 1:00.44 |             |
| 53   | 7        | 7      | Iurii Zakharov              | Kirghizistan       | 29.03 | 1:00.64 |             |
| 54   | 6        | 3      | Suriya Suksuphak            | Thailandia         | 29.37 | 1:00.73 |             |
| 55   | 4        | 3      | Giorgios Mylonas            | Cipro              | 28.80 | 1:00.91 |             |
| 56   | 6        | 5      | Yu An Lin                   | Taipei cinese      | 29.17 | 1:00.95 |             |
| 57   | 5        | 2      | Sandeep Nagar Anthal        | India              | 29.81 | 1:00.98 |             |
| 58   | 5        | 7      | Zhi Cong Lim                | Singapore          | 29.69 | 1:01.09 |             |
| 59   | 5        | 4      | Gael Adam                   | Mauritius          | 29.55 | 1:01.15 |             |
| 60   | 5        | 1      | Wei Shien Zach Ong          | Singapore          | 29.52 | 1:01.27 |             |
| 61   | 5        | 3      | Juan Montenegro             | Guatemala          | 30.12 | 1:01.36 |             |
| 62   | 5        | 5      | Shahin Baradaran Nakhjavani | Iran               | 29.16 | 1:01.56 |             |
| 63   | 4        | 4      | Souhaib Kalala              | Siria              | 30.35 | 1:01.66 |             |
| 64   | 5        | 8      | Amine Kouam                 | Marocco            | 29.65 | 1:01.78 |             |
| 65   | 6        | 7      | Mario Montoya               | Costa Rica         | 30.25 | 1:01.84 |             |
| 66   | 3        | 4      | Yousuf Alyousuf             | Arabia Saudita     | 30.45 | 1:01.87 |             |
| 67   | 4        | 7      | Carlos Eduardo Gil          | Perù               | 30.36 | 1:02.03 |             |
| 68   | 1        | 4      | Eric Chang                  | Malaysia           | 29.82 | 1:02.32 |             |
| 69   | 5        | 6      | Arjun Muralidharan          | India              | 29.42 | 1:02.35 |             |
| 70   | 2        | 8      | Roy-Allan Burch             | Bermuda            | 29.33 | 1:02.72 |             |
| 71   | 4        | 6      | Heshan Unamboowe            | Sri Lanka          | 30.61 | 1:02.84 |             |
| 72   | 4        | 1      | Melvin Chua                 | Malaysia           | 30.70 | 1:03.10 |             |
| 73   | 3        | 5      | Khaly Ciss                  | Senegal            | 31.03 | 1:03.23 |             |
| 74   | 3        | 1      | Rainui Terupaia             | Polinesia francese | 31.56 | 1:04.66 |             |
| 75   | 4        | 5      | Nuno Rola                   | Angola             | 31.34 | 1:05.55 |             |
| 76   | 4        | 8      | Ahmed Salamoun              | Qatar              | 31.21 | 1:05.77 |             |
| 77   | 2        | 4      | Andrey Molchanov            | Turkmenistan       | 31.19 | 1:05.95 |             |
| 77   | 3        | 3      | Tural Abbasov               | Azerbaigian        | 30.79 | 1:05.95 |             |
| 79   | 3        | 6      | Fadi Awesat                 | Palestina          | 31.62 | 1:06.20 |             |
| 80   | 3        | 8      | Kin Wa Cheong               | Macao              | 32.52 | 1:07.19 |             |
| 81   | 3        | 7      | Richard Randrianandraina    | Madagascar         | 32.43 | 1:08.73 |             |
| 82   | 2        | 5      | Celestino Aguon             | Guam               | 33.32 | 1:09.18 |             |
| 83   | 2        | 3      | Jamaal Sobers               | Guyana             | 32.80 | 1:10.05 |             |
| 84   | 2        | 6      | Timur Atahanov              | Turkmenistan       | 33.19 | 1:12.50 |             |
| 85   | 1        | 6      | Yannick Roberts             | Guyana             | 35.04 | 1:12.78 |             |
| 86   | 2        | 2      | Ali Zayeri                  | Brunei             | 36.81 | 1:15.39 |             |
| 87   | 2        | 7      | Ibrahim Shameel             | Maldive            | 39.24 | 1:24.63 |             |
| 88   | 2        | 1      | Mohammed Al Qerbi           | Yemen              | 40.46 | 1:24.75 |             |
| 89   | 1        | 3      | Boipelo Makhothi            | Lesotho            | 42.61 | 1:32.14 |             |
| 90   | 1        | 5      | Thabiso Gilbert             | Lesotho            | 43.00 | 1:35.01 |             |
| -    | 3        | 2      | Samson Opuakpo              | Nigeria            |       |         | non partito |
| -    | 6        | 1      | Mohammad Rubel              | Bangladesh         |       |         | non partito |

### Semifinali
I migliori 8 tempi accedono alla finale
| Pos. | Batteria | Corsia | Atleta                 | Nazionalità   | 50m   | Tempo | Note |
| ---- | -------- | ------ | ---------------------- | ------------- | ----- | ----- | ---- |
| 1    | 2        | 2      | Ryan Lochte            | Stati Uniti   | 25.80 | 53.51 | Q    |
| 2    | 1        | 4      | Liam Tancock           | Gran Bretagna | 25.85 | 53.71 | Q    |
| 3    | 1        | 5      | Aaron Peirsol          | Stati Uniti   | 26.08 | 53.92 | Q    |
| 4    | 2        | 4      | Markus Rogan           | Austria       | 26.24 | 53.98 | Q    |
| 5    | 1        | 3      | Arkady Vyatchanin      | Russia        | 26.89 | 54.30 | Q    |
| 6    | 2        | 5      | Gerhard Zandberg       | Sudafrica     | 26.29 | 54.54 | Q    |
| 7    | 2        | 6      | Tomomi Morita          | Giappone      | 26.48 | 54.77 | Q    |
| 8    | 2        | 1      | Matt Welsh             | Australia     | 26.63 | 54.92 | Q    |
| 9    | 2        | 8      | Steffen Driesen        | Germania      | 26.58 | 54.97 |      |
| 10   | 1        | 1      | Răzvan Florea          | Romania       | 26.61 | 55.02 |      |
| 11   | 2        | 3      | Aristeidis Grigoriadis | Grecia        | 26.56 | 55.12 |      |
| 12   | 1        | 7      | Thiago Pereira         | Brasile       | 27.01 | 55.30 |      |
| 13   | 1        | 6      | Matthew Clay           | Gran Bretagna | 26.20 | 55.32 |      |
| 14   | 2        | 7      | Masafumi Yamaguchi     | Giappone      | 26.59 | 55.34 |      |
| 15   | 1        | 2      | Helge Meeuw            | Germania      | 26.95 | 55.37 |      |
| 16   | 1        | 8      | Hayden Stoeckel        | Australia     | 27.11 | 55.51 |      |

### Finale
| Pos. | Corsia | Atleta            | Nazionalità   | 50m   | Tempo | Note            |
| ---- | ------ | ----------------- | ------------- | ----- | ----- | --------------- |
|      | 3      | Aaron Peirsol     | Stati Uniti   | 25.80 | 52.98 | Record mondiale |
|      | 4      | Ryan Lochte       | Stati Uniti   | 25.77 | 53.50 |                 |
|      | 5      | Liam Tancock      | Gran Bretagna | 25.68 | 53.61 |                 |
| 4    | 2      | Arkady Vyatchanin | Russia        | 26.40 | 53.69 |                 |
| 5    | 6      | Markus Rogan      | Austria       | 26.58 | 53.78 |                 |
| 6    | 7      | Gerhard Zandberg  | Sudafrica     | 26.07 | 54.59 |                 |
| 7    | 8      | Matt Welsh        | Australia     | 26.61 | 54.65 |                 |
| 8    | 1      | Tomomi Morita     | Giappone      | 26.47 | 55.04 |                 |